# Gymnophyton spinosissimum
Gymnophyton spinosissimum är en flockblommig växtart som beskrevs av Rodolfo Amando Philippi. Gymnophyton spinosissimum ingår i släktet Gymnophyton och familjen flockblommiga växter. Inga underarter finns listade i Catalogue of Life.